# Tróndur í Gøtu
Tróndur í Gøtu, også Tróndur Gøtuskegg, Gøtutróndur eller Trond på dansk (omkr. 945-1035) var en vikingehøvding på Færøerne. Han er sammen med Sigmundur Brestisson den centrale figur i Færingesagaen.
Tróndur var en af de mægtigste mænd på Færøerne. Han boede i Gøta (derfor hans efternavn í Gøtu – gøtu er i dette tilfælde dativ af gøta, hvilket også betyder gade på færøsk). Han er søn af Torbjørn Gøtuskegg (døde før 970) og hans kone Guðrun, som var en søster til Svínoyar-Bjarni (Svinø-Bjarne).
Færingesagaen beskriver ham således:
Trond var en høj mand med rødt hår og rødt skæg, fregnet og barsk af udseende, med en skummel tankegang, durkdreven og lumsk i alle sine planer, uselskabelig og ond over for almindelige mennesker, men honningsød over alle, der stod over ham, men altid svigefuld i sit hjerte.
Således spiller han i sagaen den onde rolle, mens Sigmundur er den gode. Det forklares med, at sagaen er skrevet af munke i Island, og deres helt var selvfølgelig Sigmundur, som kristnede Færøerne i 999, og ikke hans modstander, den hedenske Tróndur. Men i dag siger man almindeligvis, at Tróndur dog var en tidlig, færøsk patriot, der kæmpede for øernes selvstændighed, mens Sigmundur sørgede for, at de kom under den norske krone.
Om hans historiske rolle, se artiklen Vikingetiden på Færøerne. Efter dette spændende liv døde han omkr. 1035 som en gammel mand, der aldrig blev gift og havde derfor ingen egne børn. Fuld af sorg, efter at hans nevøer blev dræbt i kamp. Med Tronds død endte samtidig vikingetiden på Færøerne.
I hovedstaden Tórshavn hedder en gade efter Tróndur í Gøtu: Tróndargøta (Tronds-gade) i bymidten. Men da alle bygder på Færøerne fik gadenavne i 2005, er der nu også en Tróndargøta i Gøta selv.